# Deutsche Fotografische Akademie
Die Deutsche Fotografische Akademie (DFA) wurde am 18. August 1919 in Eisenach als Gesellschaft Deutscher Lichtbildner (GDL) gegründet. Derzeit ist der Hauptsitz in Mannheim. Die Künstlerische Fotografie ist bei der DFA im Fokus.

## Ziel
Es wird die Fotografie gefördert, die als eigenständige Form der bildenden Kunst gesehen wird. Es wird auch die zeitgenössische Fotografie berücksichtigt sowie künstlerische und technische Formen.

## Geschichte

### 1919–1933 Gesellschaft deutscher Lichtbildner
Kurt Schallenberg wollte „einen Zusammenschluss derjenigen Lichtbildner, welche das Bildnis in wahrer, künstlerischer Form pflegen“, und zwar durch „Ausstellungen, beruflichen Gedankenaustausch, und Stellungnahme zu allen Bildungs- und Erziehungsfragen“. 1918 hatte er seine Kollegen dazu aufgerufen, eine dem entsprechende Gesellschaft zu gründen. Es war seine Absicht, die Elite der Berufsfotografen zu vereinen. 1919 wurde die „Gesellschaft Deutscher Lichtbildner“ gegründet. In den ersten Jahren waren es überwiegend Portraitfotografen. Nur wenige widmeten sich der Landschaft, Industrie oder Architektur-Fotografie.
Kurt Schallenberg übernahm für die ersten drei Jahre nach der Gründung die Geschäftsführung. Auf ihn folgte 1922 Franz Grainer.

## Mitglieder der G.D.L., unvollständig (in Klammern das bekannte Eintrittsjahr)
in alphabetischer Reihenfolge
- Erich Angenendt (1925), Dortmund
- Grete Back (1920),[4] Dresden-Blasewitz
- Erich Böhm, Stolp
- Aenne Biermann, Gera
- Hilde Brinckmann-Schröder,[5] Braunschweig
- Walthari Dietz, Frankfurt a. M.
- Minya Diéz-Dührkoop, Hamburg
- Hermann Ebel, Berlin
- Hugo Erfurth (1919), Dresden
- Franz Fiedler (1924),[6] Dresden
- Julius Frank, Bremen[7]
- Richard Gerling (1921),[8] Duisburg DNB 124481221
- Max Glauer, Oppeln
- Hein Gorny, Hannover
- Albert Gottheil, Danzig
- Franz Grainer (1919), München
- August Grienwaldt (1919), Eisenach
- Elsbeth Gropp (1920),[4] Köln
- Hans Grubenbecher (1920),[4] Hamburg
- Bernhard Günther (1919), Goslar
- W. Hermann, Lichterfelde
- Carry Hess, Frankfurt a. M.
- Heinrich Hoffmann (1934)
- Hans Holdt, München
- Heinrich Junior (1919), Frankfurt
- Karl Just, Schweidnitz
- Alfred Krauth (1919), Frankfurt
- August Kreyenkamp, Köln
- Adolf Lazi (1928–1933), Stuttgart
- Emil Lichtenberg, Honnef
- Rudolf Lichtenberg, (1927)[9] Osnabrück
- Olga Linckelmann, Hamburg
- Erna Lendvai-Dircksen (1924),[6] Berlin
- Josef Link (1921),[8] Hannover
- Ernst Lohöfener (1919), Bielefeld
- Otto Lossen (1929), Frankfurt
- Fritz Matthies-Masuren (1921),[8] Halle a. S.
- Otto Mente (1920),[4] Berlin
- Adolf Miethe (1920),[4] Berlin
- Paul Müsse (1919), Iserlohn
- Rose Nikolaier (1921),[8] Breslau
- Curt Oertel (1921),[8] Berlin
- Li Osborne, München
- Franz Packenius, Bielefeld
- Walter Peterhans, Dessau
- Alfred Pieperhoff (1920),[4] DNB 1112655867
- Elfriede Reichelt, Breslau
- Albert Renger-Patzsch
- Carl von Salzen, Hamburg
- Paul Schäfer (1920),[4] Wiesbaden
- Theo Schafgans (1919), Bonn
- Karl Schenker (1919), Berlin
- Franz Schensky, Helgoland[10]
- Carl Schiewek (1919),[11] Nordhausen
- Raphael Arthur Schlegel (1920),[4] Dresden
- Raimund Ferdinand Schmiedt (1919), Hamburg
- Schmidt, (1920),[4] Karlsruhe
- Friedrich Schmidt, (1927)[9] Dortmund
- Hanna Seewald, München
- Hans Siemssen (1920),[4] Augsburg DNB 121616819
- Walter Siemssen
- Hans Spörl
- Erich Steiger, Kleve
- Paul Stein jun., (1927)[9] Koblenz
- Liselotte Strelow
- Otto Kurt Vogelsang,[12] Stolp
- B. Vollmar (1920),[4] Stuttgart
- Pan Walther (1949)
- Ursula Richter
- Wilhelm Weimer (1920),[4] Dauborn
- Bruno Wiehr, (1919–1932),[13] Dresden
- Richard Wörsching (1921),[8] Starnberg
- Eduard Wolleschack (1919)[14]
- Willi Zielke (1929), München

### 1935 ausgeschlossen
- Josef Grieshaber, Frankfurt a. M.
- Max Halberstadt (1920),[4] Hamburg
- Genja Jonas, Dresden
- Annelise Kretschmer, Dortmund
- Hermann Pistor, Jena
- Jakob Rosner, Chemnitz
- Kurt Schallenberg (1919), Hamburg

### 1933–1993
Infolge der Machtübernahme durch die Nationalsozialisten wurden viele der Gründungsmitglieder, die „nicht-arischer“ Abstammung waren, aus der GDL gedrängt. 1935 äußerte Franz Grainer sich positiv über die Ideologie der Nazis. In dieser Zeit brachte die GDL Heinrich Hoffmann, den Leibfotograf Adolf Hitlers hervor.

### Ab 1993 Deutsche Fotografische Akademie
1993 wurde beschlossen, die Gesellschaft deutscher Lichtbildner in Deutsche Fotografische Akademie umzubenennen.
Die DFA sorgt heute bezogen auf öffentliche Bild-Präsentationen für einen einmaligen Austausch. Die Präsentation wird bei Tagungen oder Veranstaltungen gezeigt und nicht nur mit der Fachjury besprochen, sondern das Publikum ist auch eingeladen, seine Meinung kundzutun.
Der hundertjährige Geburtstag der DFA, wurde in Hamburg im Haus der Photographie in den Deichtorhallen gefeiert.
Die Ausstellung lief unter dem Namen „100 Jahre – 1000 Wirklichkeiten / Deutsche Fotografische Akademie 1919-2019“. Für die Ausstellung war Wolfgang Zurborn als Kurator zuständig.

## Mitgliedschaft

### Berufung und Ernennung
Berufene Mitglieder sind Künstler, die sich über einen längeren Zeitraum durch ihre Fotografie ausgezeichnet haben. Es können aber auch Persönlichkeiten aus der Kunst sein, die mit ihrer Arbeit herausstechen.

### Berufungsverfahren
Um diesen Status zu erreichen, muss der Bewerber eine Präsentation vor dem Präsidium halten. Nachdem im Präsidium abgestimmt wurde, wird dem Bewerber eine Mitgliedschaft zu oder abgesagt. Falls das Präsidium unentschieden ist, entscheidet der Präsident.

### Junior-Mitglieder
Junior-Mitglieder sind Künstler unter 30 Jahren, die vom Präsidium berufen werden.

### Rechte und Pflichten
Jedes Mitglied der DFA darf andere Künstler für die Mitgliedschaft und für Auszeichnungen vorschlagen.
Das Logo der DFA darf jedes Mitglied auf seiner Homepage und bei offiziellem Schriftverkehr nutzen. Weiterhin ist jedes Mitglied verpflichtet, sich bei Veranstaltungen der DFA zu beteiligen.

### Dauer der Mitgliedschaft
Die Mitgliedschaft bei der DFA endet mit dem Ableben des Mitglieds.
Möchte ein Mitglied die DFA freiwillig verlassen, geht dies zum Ende des jeweiligen Jahres.
Falls es Diskrepanzen gibt, kann das Präsidium auch eine Entlassung veranlassen.
Des Weiteren kann ein Mitglied ausgeschlossen werden, wenn sein Verhalten dem Ruf der Gesellschaft schadet.
Das Präsidium beschließt einen möglichen Ausschluss und benötigt dazu eine 2/3-Mehrheit aller Präsidiumsmitglieder. Bei Stimmengleichheit entscheidet der Präsident.

### Das Präsidium
Das Präsidium der DFA besteht aus dem Präsidenten, Vizepräsidenten, Geschäftsführer und zwei weiteren berufenen DFA Mitgliedern.
Seit 2025 ist Claude Sui Präsident der DFA; die Vizepräsidentin ist Karen Irmer.
Die Geschäftsführerin ist Ute Behrend. Die zwei berufenen Mitglieder sind Ute Behrend und Wolfgang Zurborn.

## Portfolio-Walk
Der Portfolio-Walk findet einmal im Jahr statt. Meistens gegen Ende des Jahres. Jeder kann sich kostenlos online bewerben. Das Präsidium der DFA sucht die 30 besten Bewerber aus. Diese können dann vor Ort ihre Arbeiten auf Tischen präsentieren und das Präsidium gibt den Bewerbern ein Feedback.
Die 5 Finalisten werden auf der Homepage der DFA bekannt gegeben und bekommen eine Veröffentlichung im DFA Magazin.

## DFA Magazin
Neue Mitglieder erscheinen im DFA Magazin, dieses wird jährlich als Printmedium herausgegeben. Darüber hinaus werden dort auch die Teilnehmer des Portfolio-Walks gewürdigt. Es ist der DFA wichtig, dass es ein analoges Heft gibt, um den Wert der Gestaltung zu spüren und in Händen zu halten.
Die DFA Mitglieder und die 5 Finalisten des Porfolio-Walks erhalten das Magazin kostenlos.
Hochschulen, Akademien und Bibliotheken erhalten das Magazin kostenfrei zur Auslage. Eine digitale Version ist auf der Homepage der DFA einzusehen.

## Fotografen und Künstler der DFA (Auswahl)
- Dieter Appelt
- Bernd Arnold
- Jessica Backhaus
- Olaf Otto Becker
- Boris Becker
- Ute Behrend
- Petra Bopp
- Jörg Boström
- Petra Böttcher
- Kurt Buchwald
- Adolf Clemens
- Ralf Cohen
- Simone Demandt
- Andrea Diefenbach
- Johanna Diehl
- Sinje Dillenkofer
- Amin El Dib
- Lukas Einsele
- Dörte Eißfeldt
- Klaus Elle
- Claudia Fährenkemper
- Joan Fontcuberta
- Dirk Gebhardt
- Andreas Gefeller
- Joachim Giesel
- Kirill Golovchenko
- F.C. Gundlach
- Hubertus Hamm
- Sabine Haubitz
- Lois Hechenblaikner
- Jürgen Heinemann
- Andreas Herzau
- John Hilliard
- Karl Martin Holzhäuser
- Peter Jacobi
- Gottfried Jäger
- Klaus Kammerichs
- Gudrun Kemsa
- David Klammer
- Rolf H. Krauss
- Matthias Leupold
- Eva Mahn
- Knut Wolfgang Maron
- Katharina Mayer
- Arwed Messmer
- Valentina Murabito
- Gabriele Betancourt Nuñez
- Evelyn Richter
- Lukas Roth
- Hans-Christian Schink
- Burkhard Schittny
- Regina Schmeken
- Claus Stolz
- Wolfgang Zurborn